# Alberto Bolzi
Alberto Bolzi (ur. 18 marca 1924, zm. 7 lutego 2012) – argentyński zapaśnik walczący w stylu klasycznym. Olimpijczyk z Londynu 1948, gdzie zajął dziesiąte miejsce w kategorii do 79 kg.

## Letnie Igrzyska Olimpijskie 1948
| Konkurencja          | Rundy eliminacyjne    | Rundy eliminacyjne       | Klas. końcowa |
| Konkurencja          | Przeciwnik I          | Przeciwnik II            | Miejsce       |
| -------------------- | --------------------- | ------------------------ | ------------- |
| 79 kg styl klasyczny | Muhlis Tayfur (TUR) P | Ercole Gallegati (ITA) P | 10.           |